# 鶴松站
鶴松站（韓語：학송역）是朝鮮民主主義人民共和國咸镜北道恩德郡的一個鐵路車站，属于咸北线和灰岩线。

## 邻近车站
咸北线
松鶴站 - 鶴松站 - 青鶴站
灰岩线
鶴松站 - 灰岩站